# 過海隧道巴士680X線
過海隧道巴士680X線是香港一條來往烏溪沙站與中環（港澳碼頭）的過海隧道巴士路線，於2000年5月2日投入服務，是過海隧道巴士680線的特別班次。路線取道大老山隧道與東區海底隧道，由九龍巴士（一九三三）有限公司與城巴有限公司聯營，全程收費為$24.4。680X線設特別班次過海隧道巴士980X線，取道青沙公路與西區海底隧道，去程由烏溪沙站開往灣仔，回程由金鐘（東）開往烏溪沙站。

## 歷史
2000年5月2日，由新世界第一巴士獨營的過海隧道巴士680X線投入服務，開辦時的路線為由馬鞍山利安公共運輸交匯處單向開往中環（港澳碼頭），逢星期一至六07:40、07:50與08:00開出，是過海隧道巴士680線的特別班次；九龍巴士隨後亦於同月8日加入營運。新巴其後在於同年8月14日增設2班由中環（港澳碼頭）開往利安的下午回程班次，逢星期一至六17:50與18:40開出。2000年至2003年間，680X線上午去程及下午回程班次分別增至7班與5班。2003年5月26日，680X線上午去程及下午回程班次各增2班，兩方向的班次分別達9班與7班。2011年9月24日，星期六07:35開出的去程班次遭取消。2012年7月30日，680X線馬鞍山端延長至烏溪沙站，並於利安邨與錦龍苑增設中途站。
2014年雨傘革命期間，夏慤道與怡和街因被佔領而引致交通擠塞，運輸署與680X線的營運商將其改經青沙公路與西區海底隧道，並因改道後行車時間大幅縮減而獲乘客歡迎。運輸署遂於《2016－2017年度巴士路線計劃》提議將改道版本以“980X”的編號正式投入服務，並同時建議681P線參考980X線的走線開設途經西區海底隧道的特別班次（即過海隧道巴士981P線），以節省行車時間。980X線於2017年2月20日與981P線一同開辦，去程總站延長至灣仔，逢星期一至五每方向各開兩班。
2017年3月6日，980X線增加班次至每方向4班，680X線逢星期一至五開出的去程與回程班次亦分別削減至7班與6班。同年7月17日，980X線再增加班次至每方向6班，680X線逢星期一至五開出的去程班次亦再削減至6班。同年9月23日，680X線與980X線因應營運商的“過海後分段收費試驗計劃”而新增由耀安邨往烏溪沙站的單向分段收費。2018年，980X線於1月2日與2月26日先後增加去程與回程班次至8班，而680X線的星期一至五去程班次於1月2日亦削減至5班。同年9月10日，680X線與980X線的新巴班次增設實時抵站時間查詢服務。同年11月5日，980X線再增加去程班次至10班。2022年8月29日起，680X線由星期一至六由烏溪沙站和中環（港澳碼頭）開出之班次皆減至4班。2023年7月1日，因應城巴新巴專營權合併，兩線均改由九龍巴士及城巴聯合經營。運輸署於《2024－2025年度巴士路線計劃》中建議680X線取消星期六所有服務，並於2024年11月16日起實施。

## 服務時間及班次
680X線逢星期一至五（公眾假期除外）提供服務，來回方向各開4班，列表如下：
| 方向                        | 服務時間 （星期一至六） | 班次 （分鐘） |
| --------------------------- | ----------------------- | ------------- |
| 烏溪沙站開 （去程）         | 07:05－08:05            | 20            |
| 中環（港澳碼頭）開 （回程） | 17:45－19:05            | 20            |

980X線逢星期一至五（公眾假期除外）提供服務，其中烏溪沙站開的班次開10班，而金鐘（東）開的班次（回程）則開8班，列表如下：
| 方向                  | 服務時間 （星期一至五） | 班次 （分鐘） |
| --------------------- | ----------------------- | ------------- |
| 烏溪沙站開 （去程）   | 07:05－08:01            | 8             |
| 烏溪沙站開 （去程）   | 08:10、08:20            |               |
| 金鐘（東）開 （回程） | 17:45－18:25            | 8             |
| 金鐘（東）開 （回程） | 18:25－18:49            | 12            |

## 收費
680X線與980X線全程收費均為$24.4，均設12歲以下小童及65歲或以上長者半價優惠。60歲－64歲香港居民、65歲或以上長者與合資格殘疾人士如以指定八達通繳付680X線與980X線的車資，均可享有長者及合資格殘疾人士公共交通票價優惠計劃提供的$2票價優惠。乘客登車時需以現金或八達通卡繳付車資，不設找贖；而每位成人乘客可免費帶同最多兩名四歲以下而且不佔座位的兒童乘車。而乘客亦可使用指定電子支付工具繳付車資；當中九龍巴士班次的乘客使用上述付款方式，只可享有與其他九龍巴士路線／聯營路線九龍巴士班次之轉乘優惠；城巴班次的乘客使用上述付款方式，則只可享有與其他城巴獨營路線或聯營線城巴班次之轉乘優惠，而乘客亦不能受惠於「公共交通費用補貼計劃」及「長者及合資格殘疾人士乘車優惠計劃」。
680X線沿途單向分段收費如下：
| 上車地點＼落車地點 | 中環（港澳碼頭） | 烏溪沙站 |
| ------------------ | ---------------- | -------- |
| 大老山隧道         | $20.8            | $7.7     |
| 東區海底隧道       | $12.9            | $12.9    |
| 舊灣仔警署起       | $7.7             | 不適用   |
| 耀安邨起           | 不適用           | $6.8     |

980X線沿途單向分段收費如下：
| 上車地點＼落車地點 | 灣仔   | 烏溪沙站 |
| ------------------ | ------ | -------- |
| 西區海底隧道       | $12.9  | $20.1    |
| 港澳碼頭起         | $7.7   | 不適用   |
| 耀安邨起           | 不適用 | $6.8     |

### 轉乘優惠
680X線與所有停靠東區海底隧道收費廣場的東區海底隧道日間常規過海隧道巴士路線設$5的雙向轉乘優惠（即由其他路線轉乘680X線或由680X線轉乘其他路線均可享有該優惠），轉乘地點位於東區海底隧道收費廣場。該優惠只適用於使用八達通或開出相關班次的營辦商接受的電子支付工具的乘客。
980X線與所有停靠西區海底隧道收費廣場的西區海底隧道日間常規過海隧道巴士路線（不含北大嶼山巴士路線）設$5的雙向轉乘優惠（即由其他路線轉乘980X線或由980X線轉乘其他路線均可享有該優惠），轉乘地點位於西區海底隧道收費廣場。該優惠只適用於使用八達通或開出相關班次的營辦商接受的電子支付工具的乘客。

## 走線及停站
680X線由烏溪沙站開出的班次經沙安街、西沙路、錦英路、馬鞍山路、西沙路、馬鞍山市中心巴士總站、西沙路、恒康街、馬鞍山路、大老山公路、大老山隧道、觀塘繞道、鯉魚門道、東區海底隧道、東區走廊、維園道、告士打道、夏愨道、干諾道中與港澳碼頭通道前往中環（港澳碼頭），由中環（港澳碼頭）開出的班次經港澳碼頭通道、干諾道中、民吉街、統一碼頭道、干諾道中、紅棉路、金鐘道、軒尼詩道、怡和街、高士威道、興發街、東區走廊、東區海底隧道、鯉魚門道、觀塘繞道、大老山隧道、大老山公路、馬鞍山路、恒康街、西沙路、錦英路、西沙路與沙安街前往烏溪沙站，具體停站請參考資訊框。680X線全程行車時間約為90分鐘。
980X線由烏溪沙站開出的班次經沙安街、西沙路、錦英路、馬鞍山路、西沙路、馬鞍山市中心巴士總站、西沙路、恆康街、馬鞍山路、大老山公路、沙瀝公路、沙田路、獅子山隧道公路、紅梅谷路、車公廟路、青沙公路、荔寶路、連翔道、西九龍公路、西區海底隧道、干諾道西、干諾道中、林士街、德輔道中、遮打道、美利道、金鐘道與軒尼詩道前往灣仔，由金鐘（東）開出的班次經樂禮街、德立街、添馬街、夏愨道、紅棉路支路、琳寶徑、遮打道、昃臣道、干諾道中、干諾道西、西區海底隧道、西九龍公路、連翔道、青沙公路、車公廟路、紅梅谷路、獅子山隧道公路、沙田路、沙瀝公路、大老山公路、馬鞍山路、恆康街、西沙路、馬鞍山路、錦英路、西沙路與沙安街前往烏溪沙站，具體停站請參考資訊框。980X線往灣仔方向全程行車里數約為30.9公里，往烏溪沙站方向全程行車里數約為30.4公里，全程行車時間約為65分鐘。

## 使用狀況
2019年2月，運輸署在《2019－2020年度巴士路線計劃》稱680X線回程班次的最高載客率為81%，而980X線則為84%。運輸署提議980X線於下午增設兩班由金鐘（東）經灣仔往烏溪沙站的特別班次，當中一班由680X抽調用車，惟最終不了了之。
2021年2月，運輸署在《2021－2022年度巴士路線計劃》稱680X線回程班次的最高載客率為46%，而980X線則為82%，客量依舊維持於高水平，繁忙時間更經常頂閘。並再度提議980X線於下午增設兩班由金鐘（東）經灣仔往烏溪沙站的特別班次，當中一班由680X抽調用車。